# غونار إدفارد غوندرسن
غونار إدفارد غوندرسن هو شخصية أعمال وسياسي نرويجي، ولد في 24 أكتوبر 1927 في غريمستاد في النرويج، وتوفي بنفس المكان في 14 فبراير 2017. نشط حزبياً في حزب المحافظين. وقد انتخب نائب عضو برلمان النرويج ‏ عن دائرة Aust-Agder (Storting constituency) ‏ وقد انضم خلال فترته النيابية ‏ (1977 – 1981) للكتلة البرلمانية حزب المحافظين وانتخب نائب عضو برلمان النرويج ‏ عن دائرة Aust-Agder (Storting constituency) ‏ وقد انضم خلال فترته النيابية ‏ (1973 – 1977) للكتلة البرلمانية حزب المحافظين.